# Abutilon malachroides
Abutilon malachroides är en malvaväxtart som beskrevs av St.-hil. och Naud.. Abutilon malachroides ingår i släktet klockmalvor, och familjen malvaväxter. Inga underarter finns listade i Catalogue of Life.